# 极限滑板车

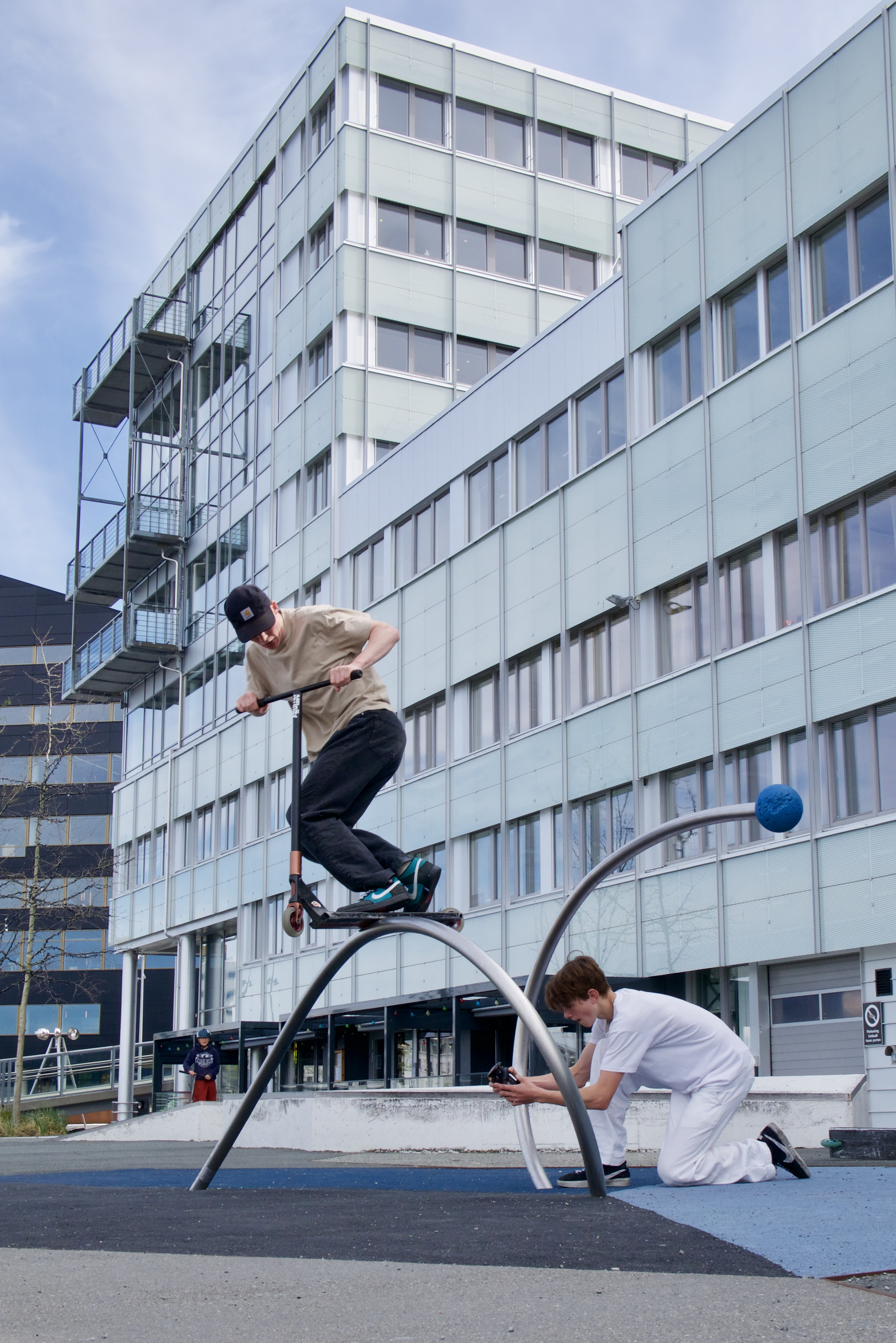
挪威特隆赫姆街头的极限滑板车運動

极限滑板车運動是一項極限運動，有人會通過滑板車進行各種花式特技表演。這項運動主要在滑板公園開展，但也可以在城市內的障礙物上開展，例如樓梯、扶手和路緣。极限滑板车運動在2000年代初開始流行，這得益於1999年微移動系統公司發明的可折疊鋁製滑板車。自那時起，專業滑板車的製造技術大幅進步，而且形成了一個龐大的產業，許多品牌專注於設計和製造特技滑板車。